# Uwe Zimmermann (Ingenieur)

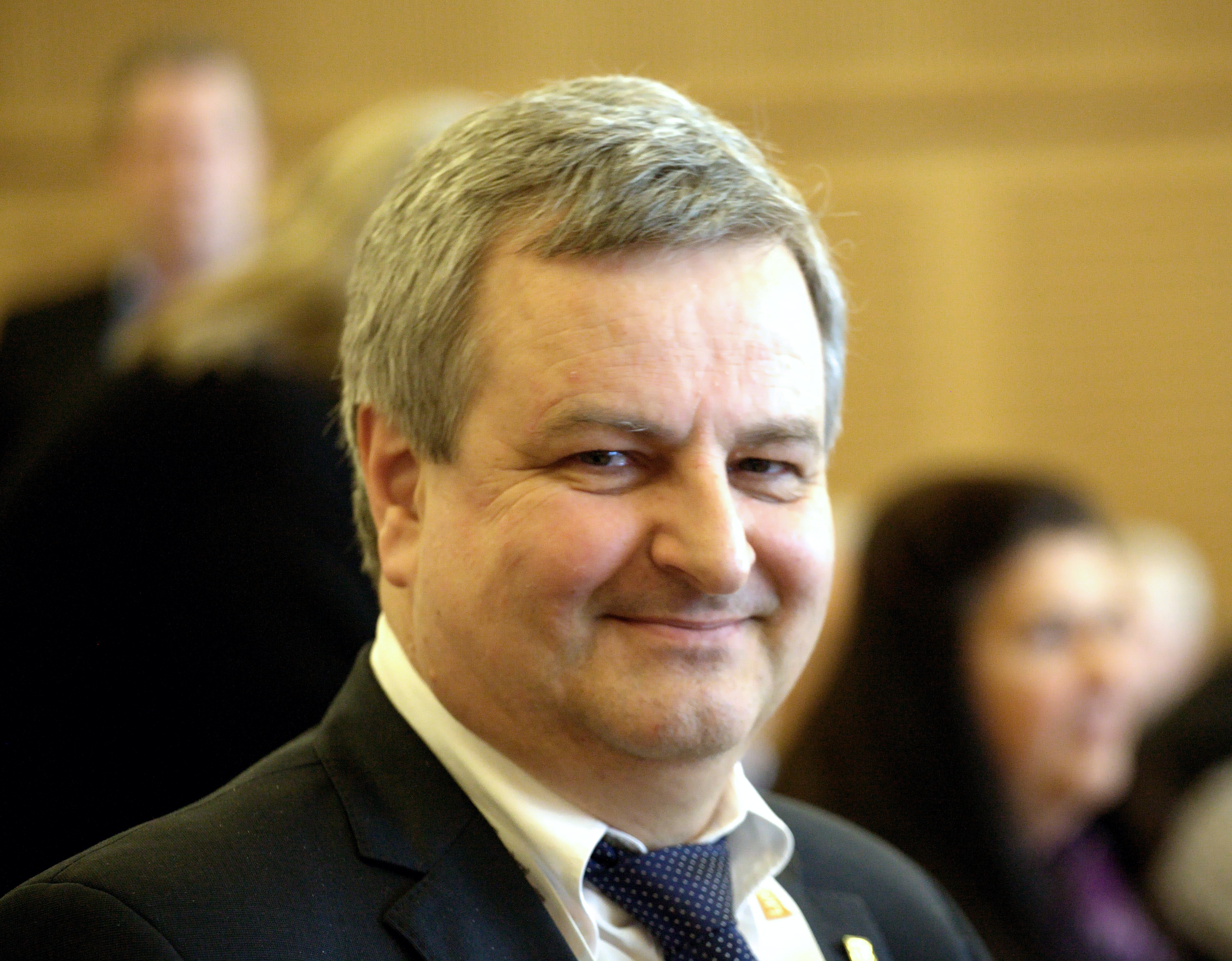
Uwe Zimmermann, 2017

Uwe Johannes Zimmermann (* 19. November 1958 in Wenden-Gerlingen) ist ein deutscher Maschinenbauingenieur und ehemaliger Politiker (parteilos, zuvor LKR und AfD).

## Leben
Zimmermanns Vorfahren stammen aus den Mittelgebirgsregionen Westerwald und Sauerland. Er studierte Maschinenbau an der RWTH Aachen und in den USA am Dartmouth College mit dem Abschluss Bachelor of Engineering. Nach dem Diplom-Ingenieur und der Promotion (Dr.-Ing.) am Institut für Regelungstechnik unter der Leitung von Heinrich Rake in Aachen war er in der Industrie im Bereich der Regelungstechnik („schnelllaufende Großdieselmotoren“) tätig.
1995 wurde er zum Professor für Mess- und Regelungstechnik in der Fachrichtung Maschinenbau an der Fachhochschule Trier (seit 2012 Hochschule Trier) berufen. Weitere Schwerpunkte seiner Arbeit sind Mathematik, Physik und Simulation dynamischer Systeme. Er ist Autor mehrerer wissenschaftlicher Bücher, die im Shaker Verlag erschienen sind und ebendort gemeinsam mit dem Trierer Kollegen Harald Ortwig Herausgeber der 7-bändigen Institutsreihe „Trierer Systemtechnik“.
Im November 2013 wurde er von den Delegierten auf dem Landesparteitag in Kloster Machern als Nachfolger von Klaus Müller zum Vorsitzenden des Landesverbandes Rheinland-Pfalz der Partei Alternative für Deutschland (AfD) gewählt. Am 9. Mai 2015 wurde er auf dem Landesparteitag im rheinland-pfälzischen Bellheim im Amt des Landesvorsitzenden bestätigt. Nach dem Bundesparteitag in Essen im Juli 2015 trat er jedoch aus der Partei aus.
Er ist eines der 70 Gründungsmitglieder der am 19. Juli 2015 im hessischen Kassel gegründeten Partei Allianz für Fortschritt und Aufbruch (ALFA). Am 5. September 2015 wurde er zum Vorsitzenden der neu gegründeten ALFA Rheinland-Pfalz gewählt. Im November 2016 benannte die Partei sich in Liberal-Konservative Reformer (LKR) um. Im Sommer 2017 trat Zimmermann mit dem gesamten LKR-Landesvorstand zurück.
Zimmermann ist verheiratet und Vater von vier Kindern. Er wohnt in Saarburg.

## Schriften (Auswahl)
- mit Harald Ortwig: Grundkurs betriebliche Sozialkompetenz. Für Berufseinsteiger, Fachkräfte und Führungsnachwuchs (= Trierer Systemtechnik). Shaker Verlag, Aachen 2010, ISBN 978-3-8322-9210-2.
- mit Harald Ortwig: Regelungstechnik für Ingenieure und Praktiker (= Trierer Systemtechnik). Shaker Verlag, Aachen 2011, ISBN 978-3-8322-9440-3.
- mit Harald Ortwig: Messtechnik für Ingenieure und Praktiker (= Trierer Systemtechnik). 2., überarbeitete Auflage, Shaker Verlag, Aachen 2013, ISBN 978-3-8440-2071-7.
- mit Harald Ortwig: Mathematik Übungsaufgaben für Ingenieure und Praktiker (= Trierer Systemtechnik). Shaker Verlag, Aachen 2013, ISBN 978-3-8440-2203-2.